# Анхария
Анхария (на латински: Ancharia) е римлянка от 1 век пр.н.е. от сенаторската фамилия Анхарии.
Тя се омъжва за Гай Октавий, който е през 66 пр.н.е. квестор и с него става майка на Октавия Старша, която се омъжва за Секст Апулей I (претор) и има син Секст Апулей II (консул 29 пр.н.е.).
Съпругът на Анхария се жени през 65 пр.н.е. повторно за Атия и има с нея децата Октавиан Август (* 63 пр.н.е.) и Октавия Младша.